# Bostrychus microphthalmus
Bostrychus microphthalmus är en fiskart som beskrevs av Douglass Fielding Hoese och Maurice Kottelat 2005. Bostrychus microphthalmus ingår i släktet Bostrychus och familjen Eleotridae. Inga underarter finns listade.